# تيوفيلو دياز
تيوفيلو دياز (بالبرتغالية: Teófilo Dias‏) هو محامي وصحفي وكاتب وشاعر وسياسي برازيلي، ولد في 8 نوفمبر 1854 في كاكسياس في البرازيل، وتوفي في 29 مارس 1889 في ساو باولو في البرازيل. انتخب عضو مجلس النواب البرازيلي ‏.